# Villey-Saint-Étienne
Villey-Saint-Étienne ist eine französische Gemeinde mit 1.020 Einwohnern (Stand: 1. Januar 2022) im Département Meurthe-et-Moselle in der Region Grand Est (bis 2015 Lothringen). Sie gehört zum Arrondissement Toul und zum Kanton Le Nord-Toulois. Die Einwohner werden Goniches genannt.

## Geografie
Villey-Saint-Étienne liegt etwa 15 Kilometer westnordwestlich von Nancy an der Mosel, die die Gemeinde im Osten begrenzt. Das Gemeindegebiet ist Teil des Regionalen Naturparks Lothringen. Umgeben wird Villey-Saint-Étienne von den Nachbargemeinden Jaillon im Norden, Liverdun im Nordosten, Aingeray im Nordosten und Osten, Fontenoy-sur-Moselle im Osten und Südosten, Gondreville im Süden, Toul im Südwesten sowie Francheville im Westen und Nordwesten.

## Bevölkerungsentwicklung
| Jahr                       | 1962 | 1968 | 1975 | 1982 | 1990 | 1999 | 2006 | 2019 |
| Einwohner                  | 595  | 567  | 610  | 909  | 1037 | 1052 | 1071 | 1032 |
| Quellen: Cassini und INSEE |      |      |      |      |      |      |      |      |

## Sehenswürdigkeiten
- alemannische Nekropole und merowingisches Gräberfeld aus dem 5. bis 7. Jahrhundert
- Kirche Saint-Martin aus dem 19. Jahrhundert mit Turm aus dem 13. Jahrhundert
- Pfarrhaus aus dem 16. Jahrhundert
- Grosse-Maison, festes Haus aus dem 15. Jahrhundert, Monument historique seit 1988
- Festung Le Vieux-Canton, 1906 bis 1909 erbaut

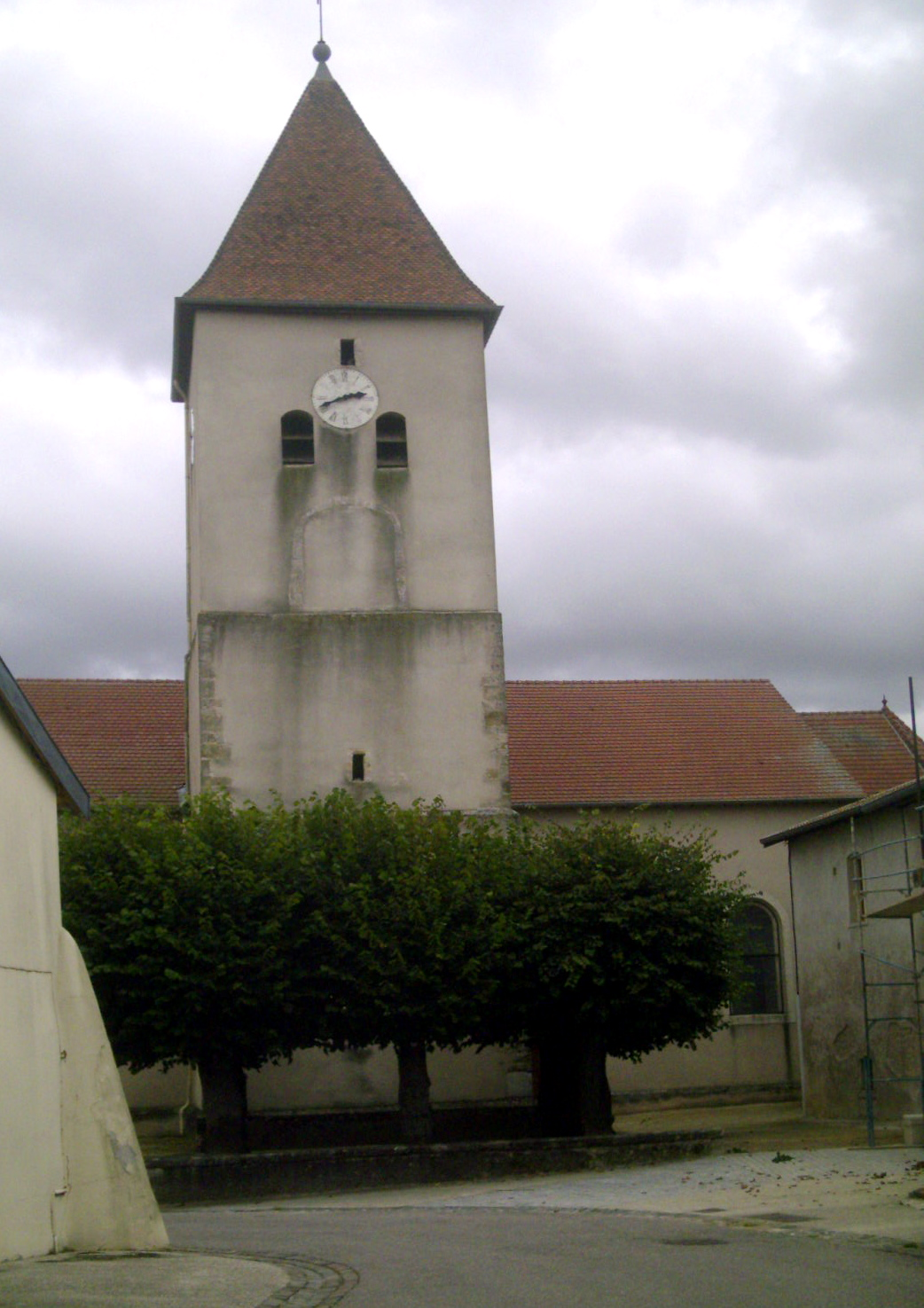
Kirche Saint-Martin